# 英國皇家海軍陸戰隊
英國皇家海軍陸戰隊（英語：Corps of Royal Marines，縮寫為），屬於英軍的輕裝步兵，並兼為兩棲作戰或海陸空協同作戰部隊，及雪地作戰、山地作戰專門部隊，與英國皇家海軍共同組成國王陛下海軍。
身為英國快速應變部隊主力，英國皇家海軍陸戰隊是一支能夠全天候、獨立行動的突擊部隊。

## 任務
英國皇家海軍陸戰隊能夠在短暫通知下，被派出執行／支援英國軍事及外交政策；並在高流動性行動情況下發揮最佳效率。身為英國軍隊的寒冷天氣戰役專家，英國皇家海軍陸戰隊提供高海拔行動及北約組織北面前線的率領部隊。英國皇家海軍陸戰隊亦會有需要時向公務機關支援。

## 指揮、控制、架構
英國皇家海軍陸戰隊的指揮權由艦隊總司令加上一名幕僚，少將級的英國皇家海軍陸戰隊司令／英國兩棲作戰部隊司令（COMUKAMPHIBFOR）；多數大型行動集中在第三突擊旅。

### 第三突擊旅
任何第三突擊旅（3 Commando Brigade）的作戰管制（Operational Control）可由艦隊總司令、或常設聯合總部指示下使用。

身為英國皇家海軍陸戰隊的主力，第三突擊旅的行動力包含以下數個有建制的營（battalion）級部隊：
- 第40突擊隊（40 Commando），駐紮於索美塞特郡湯頓鎮
- 第42突擊隊（42 Commando），駐紮於得文郡普利茅斯市
- 第43突擊隊艦隊保護群（43 Commando Fleet Protection Group Royal Marines），駐紮於克萊德皇家海軍基地（HMNB Clyde）（英语：HM Naval Base Clyde） – 專責英國核子武器安全；提供英國皇家海軍緝毒、反叛亂行動時的登船支援。
- 第45突擊隊（45 Commando），駐紮於蘇格蘭安格斯Arbroath鎮
- 突擊後勤團（Commando Logistic Regiment），駐紮於得文郡Chivenor（英语：Chivenor）
- 第539突擊中隊（539 Assault Squadron）
- 英國登陸部隊指揮支援群（UK Landing Force Command Support Group），駐紮於普利茅斯市[3]

上述每一隊營類部隊由一名擁有次專經驗的中校指揮。

另外，第三突擊旅擁用來自陸軍英國皇家炮兵及英國皇家工兵附屬單位的行動控制權。

### 獨立單位
英國皇家海軍陸戰隊的獨立單位包括：
- 突擊訓練中心（Commando Training Centre）（英语：Commando Training Centre Royal Marines）：提供All Arms Commando Course（英语：All Arms Commando Course）考試過程，專長及指揮訓練。
- 第一突擊旅（1 Assault Group）（英语：1 Assault Group Royal Marines）：提供登陸船隻操作訓練，兼主管三隊登陸特襲小隊。
- 特殊舟艇隊（SBS），駐紮於多塞特郡；為一支由特種部隊處長直接指揮的海事特種部隊。此營（battalion）級部隊專責海事反恐及特別任務工作。
- 英國皇家海軍陸戰軍樂隊（英语：Royal Marines Band Service）都可招募男女；並兼為穿著藍色貝雷帽的戰地醫療護理員。

### 突擊直升機部隊
海軍航空兵屬下的突擊直升機部隊（Commando Helicopter Force）使用灰背隼直升機及野貓直升機，向英國皇家海軍陸戰隊提供空中技援。此類機員無須接受突擊考試。

## 訓練
投考為一名海軍陸戰隊員需要接受一連串經驗：三天評估、三十二星期訓練法。學員在三十二星期的第一星期學習基本技能及體重訓練；第九星期應何完成後，學員必須背起三十二磅重量裝備進行日常工作訓練。

## 裝備

### 個人武器
| 型號                   | 圖片 | 原產地        | 類別             | 口徑              | 細節                            |      |
| 手槍                   | 手槍 | 手槍          | 手槍             | 手槍              | 手槍                            | 手槍 |
| ---------------------- | ---- | ------------- | ---------------- | ----------------- | ------------------------------- | ---- |
| L131A1                 |      | 奥地利        | 半自動手槍       | 9×19mm            | 制式手槍                        |      |
| 突擊步槍／戰鬥步槍     |      |               |                  |                   |                                 |      |
| L85A2、L85A3           |      | 英国          | 突擊步槍         | 5.56×45mm         | 制式步槍                        |      |
| L22A2                  |      | 英国          | 卡賓槍           | 5.56×45mm         | 近身距離作戰時使用              |      |
| L119A1／A2             |      | 加拿大        | 突擊步槍         | 5.56×45mm         | 取代部分L85                     |      |
| L403A1                 |      | 美国          | 突擊步槍         | 5.56×45mm         | 新型制式步槍，將取代L85系列     |      |
| L143A2／A3             |      | 美国          | 突擊步槍         | 5.56×45mm         | 有限使用                        |      |
| 散彈槍                 |      |               |                  |                   |                                 |      |
| L128A1                 |      | 義大利        | 半自動散彈槍     | 12鉛徑            |                                 |      |
| 狙擊步槍               |      |               |                  |                   |                                 |      |
| L115A3                 |      | 英国          | 栓動式狙擊步槍   | .338 Lapua Magnum |                                 |      |
| L129A1                 |      | 美国          | 半自動狙擊步槍   | 7.62×51mm         |                                 |      |
| L129A2                 |      | 美国          | 半自動狙擊步槍   | 6.5mm Creedmoor   |                                 |      |
| 精密國際AX50           |      | 英国          | 栓動式反器材步槍 | 12.7×99mm         |                                 |      |
| 機槍                   |      |               |                  |                   |                                 |      |
| L108A1、L110A1、L110A2 |      | 比利时        | 輕機槍           | 5.56×45mm         | 制式裝備                        |      |
| L7A2                   |      | 英国 · 比利时 | 通用機槍         | 7.62×51mm         | 制式裝備                        |      |
| L111A1                 |      | 美国          | 重機槍           | 12.7×99mm         | 固定在載具或三腳架上使用        |      |
| Mk 44                  |      | 美国          | 加特林機槍       | 7.62×51mm         | 固定在軍艦或載具上使用          |      |
| 手榴彈                 |      |               |                  |                   |                                 |      |
| L109A1                 |      | 瑞士 · 英国   | 破片手榴彈       |                   |                                 |      |
| 榴彈發射器             |      |               |                  |                   |                                 |      |
| L134A1                 |      | 德国          | 自動榴彈發射器   | 40×53mm           |                                 |      |
| L17A1、L123A2、L123A3  |      | 德国          | 下掛式榴彈發射器 | 40×46mm           | 下掛在L85戓L119護木下或單獨使用 |      |
| 近戰武器               |      |               |                  |                   |                                 |      |
| L3A1                   |      | 英国          | 刺刀             | -                 | 制式裝備                        |      |

### 火炮及防空系統
- - L16A2迫擊炮（81毫米）
  - MBT LAW
  - FGM-148標槍飛彈
  - 星紋便攜式防空導彈

### 制服及單兵裝具

#### 軍服
- 英国 多地形樣式（MTP）個人服裝系統
- 美国 Crye Precision G3／G4作戰服（多地型迷彩樣式）

#### 頭盔
- 英国 Mk 8
- 美国 Ops-Core FAST Maritime
- 美国 Ops-Core FAST SF
- 美国 Team Wendy Exfil LTP Bump

#### 防彈衣
- 英国 維圖斯可延伸式背心
- 英国 C2R CBAV

#### 抗噪耳機
- 美国 3M Peltor Comtac XPI
- 美国 TEA Hi-Threat
- 美国 Ops-Core AMP
- 丹麦 Invisio T7

#### 夜視儀
- 美国 AN/PVS-14
- 美国 AN/PVS-31
- 美国 GPNVG-18

#### 槍套
- 義大利 Radar 1957（供格洛克17手槍使用）

## 歷史

### 起源
首支英格蘭海軍步兵隊，名為「海軍上將軍團」Admiral's Regiment，於1664年10月26日成立，成為繼西班牙在1537年起第四個組織海軍步兵隊的歐洲國家；並由約克公爵詹姆斯）率領訓練，初期穿著黃色軍服的一千二百名步兵組織為第二次荷蘭戰爭作準備。其後該隊新名稱「Marines」從1672年起在官方文敿上記載。 「海軍上將軍團」在詹姆士二世被推翻後受解散。

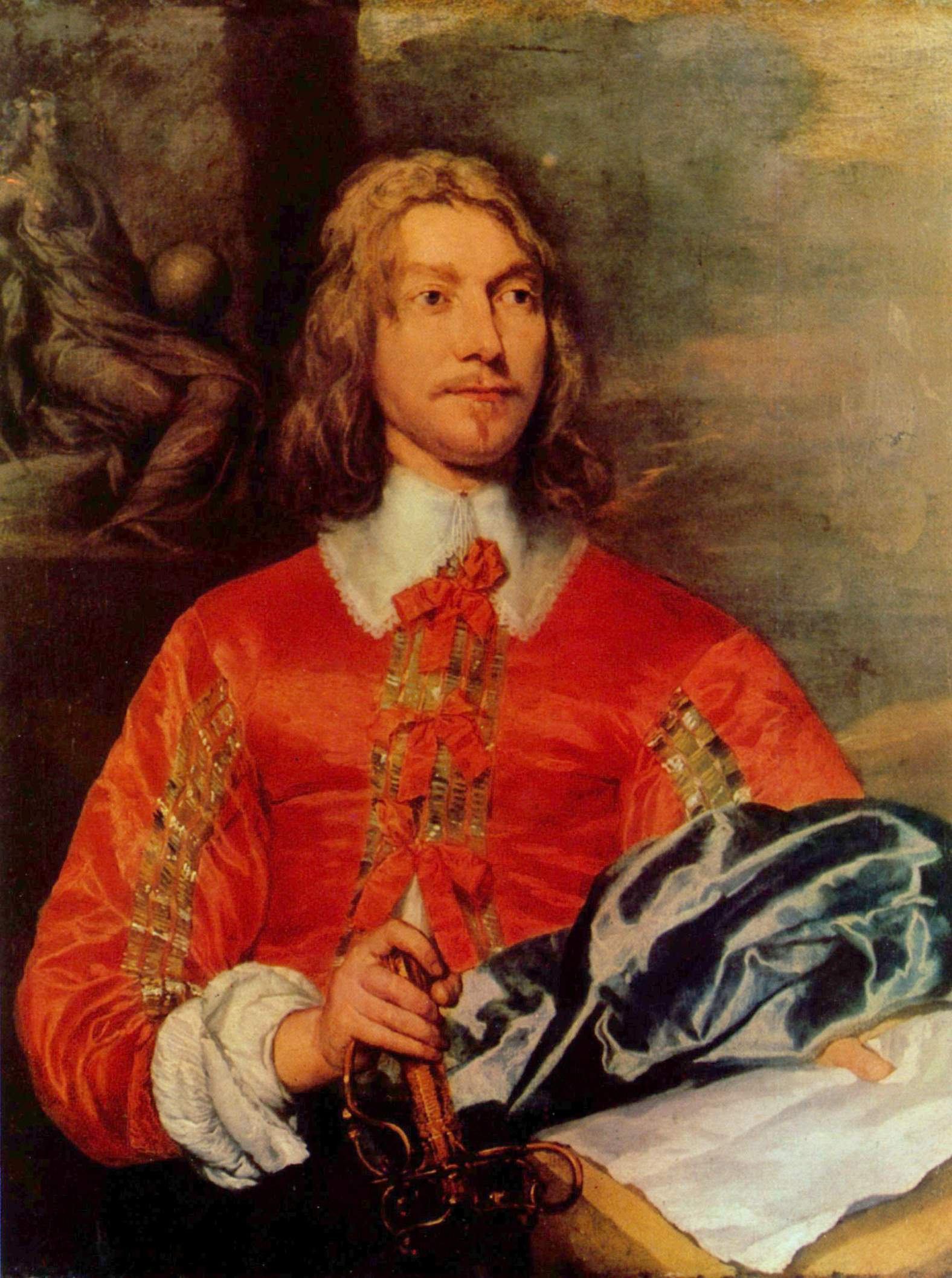
十七世紀時代一幅William Dobson手筆的海軍陸戰隊軍官畫像

英格蘭陸軍屬下的海軍陸戰軍團在1690至1699年間被短暫期成軍。

1702年因西班牙王位繼承戰而令六支海軍陸戰軍團成軍，並成功協助英荷聯軍在1704年攻佔直布羅陀立下功績。戰後只得三支軍團受留。
雖然被多次因戰事即發而成立的命運，海軍陸戰軍團仍是一支非常水性的陸軍單位。甚至少數英國皇家海軍軍官由陸戰軍團上位及升職。

1755年，三師海軍陸戰隊正式由英國皇家海軍成立，並在1802年受英皇喬治三世御賜名號「英國皇家海軍陸戰隊」，Royal Marines。

### 1800年代至二次大戰期間

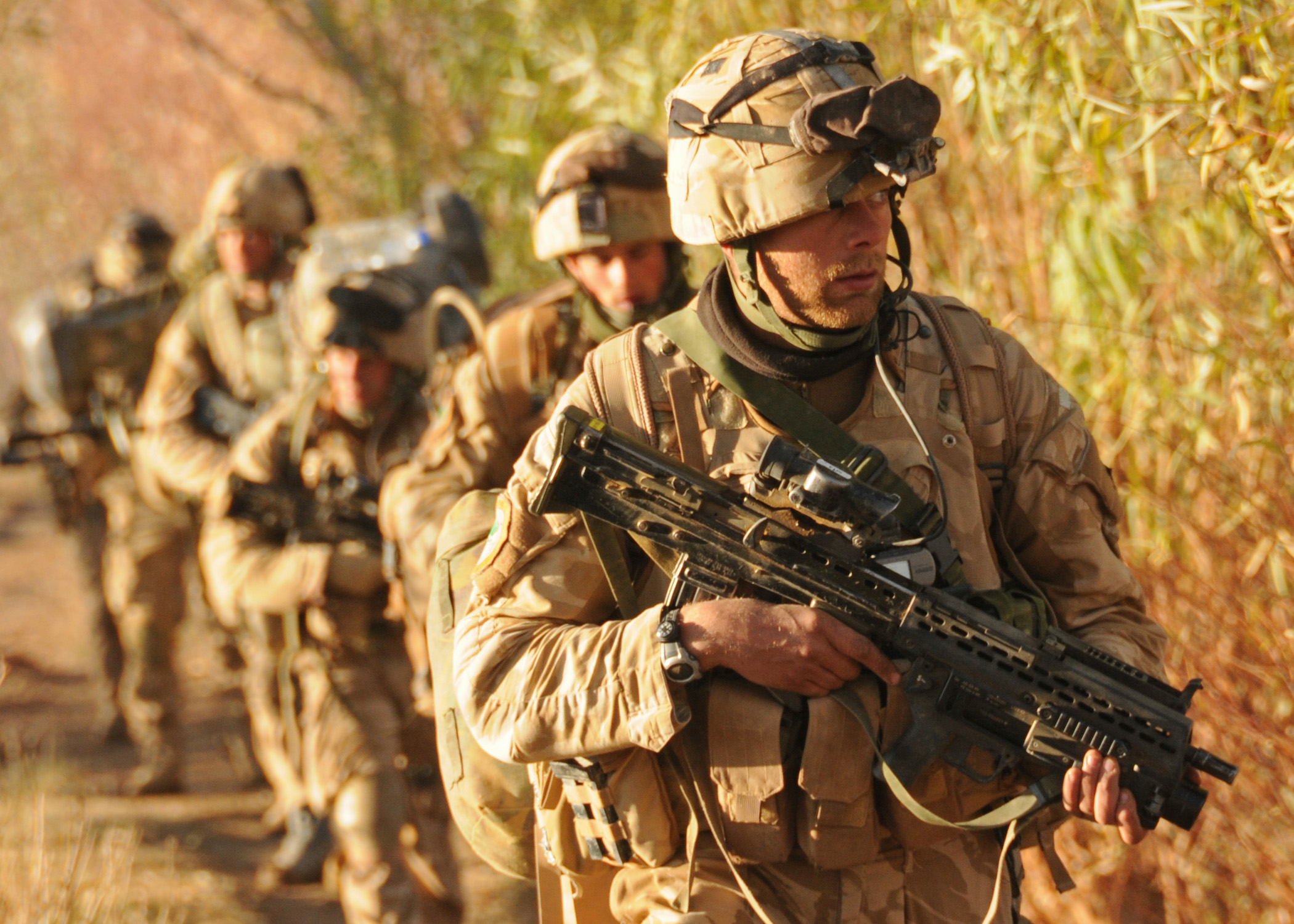
駐阿富汗的英國皇家海軍陸戰隊隊員

1804年之前，英國皇家海軍陸戰隊的火砲完全由英國皇家砲兵負責。但一件涉及陸軍英國皇家砲兵軍官的民事法院訴訟，導致訴訟結果下令這類陸軍砲兵無需受海軍軍法監管；因此新一支隊伍「英國皇家海軍陸戰隊砲兵」（Royal Marine Artillery／RMA）在1804年成立。

英國皇家海軍陸戰隊在拿破崙戰爭時期艦上保安人手短缺，經常向陸軍正規單位求助來補。

1855年組織架構內的步兵單位被改名為「英國皇家海軍陸戰隊輕型步兵」（Royal Marine(s) Light Infantry／RMLI）。

海軍部在長時間無海上戰爭時期，提倡使用海軍步兵旅進行兩棲作戰海岸登陸的戰術；將輕型步兵登陸後向陸上敵軍交戰和為海軍艦隻協調作輩備。
當今英國皇家海軍陸戰隊組織架構，從1929年合併砲兵和步兵組織後出現。

### 福克蘭戰爭
1982年爆發的福克蘭戰爭，也是英國皇家海軍陸戰隊另一次發展高峰。阿根廷當局曾短暫控制福克蘭群島全境，但英國皇家海軍陸戰隊在英軍海空優勢掩護下驅逐了阿根廷軍隊；此後英國皇家海軍陸戰隊常態性駐守福島，並有充足的武器支援。

### 21世紀
今日的英國皇家海軍陸戰隊，除了傳統的登陸作戰外，同時朝向特種部隊的方向發展，並在伊拉克及阿富汗戰事中活躍。

## 相片

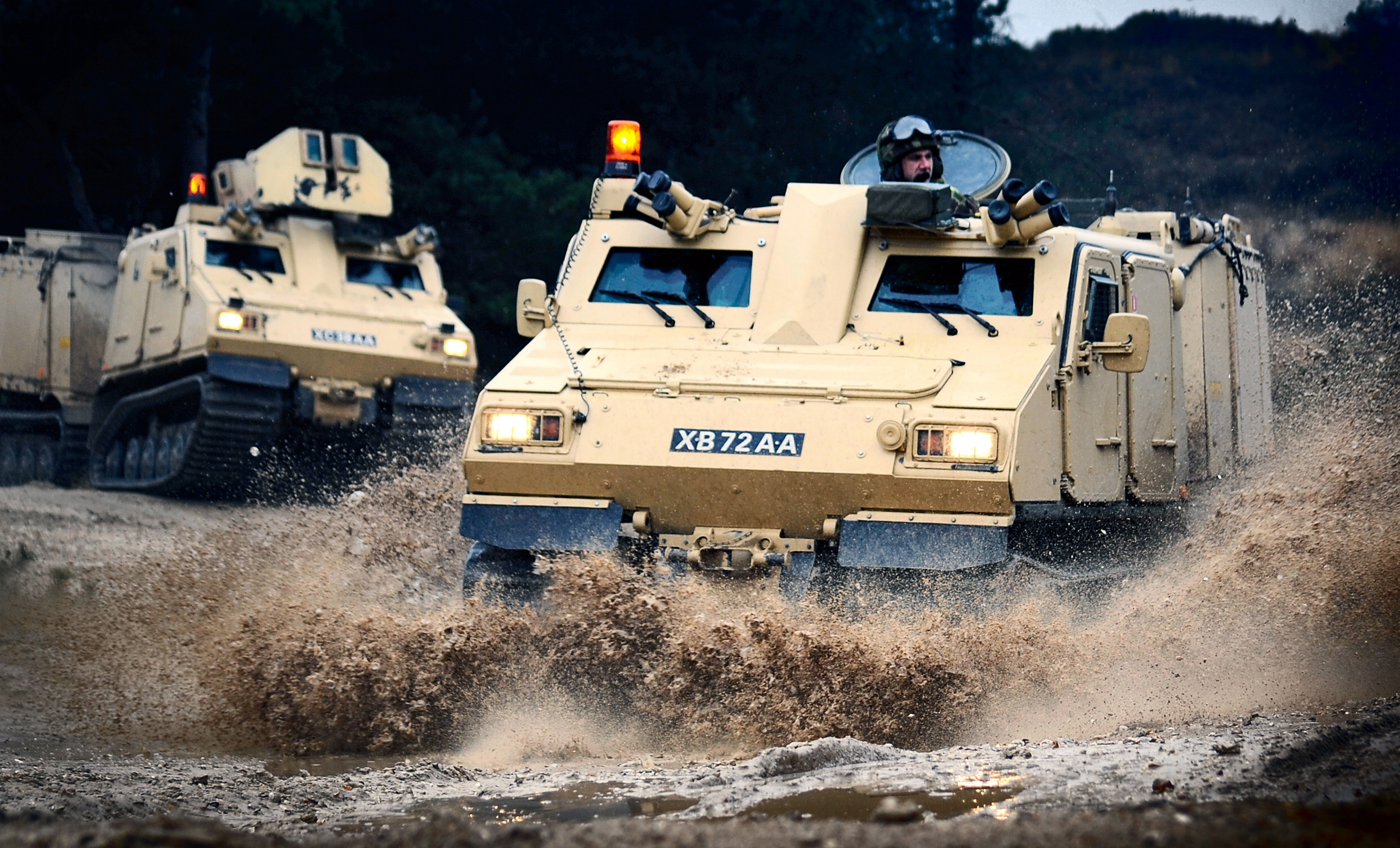
皇家海軍陸戰隊的北歐海盜鉸接式全地形履帶甲車

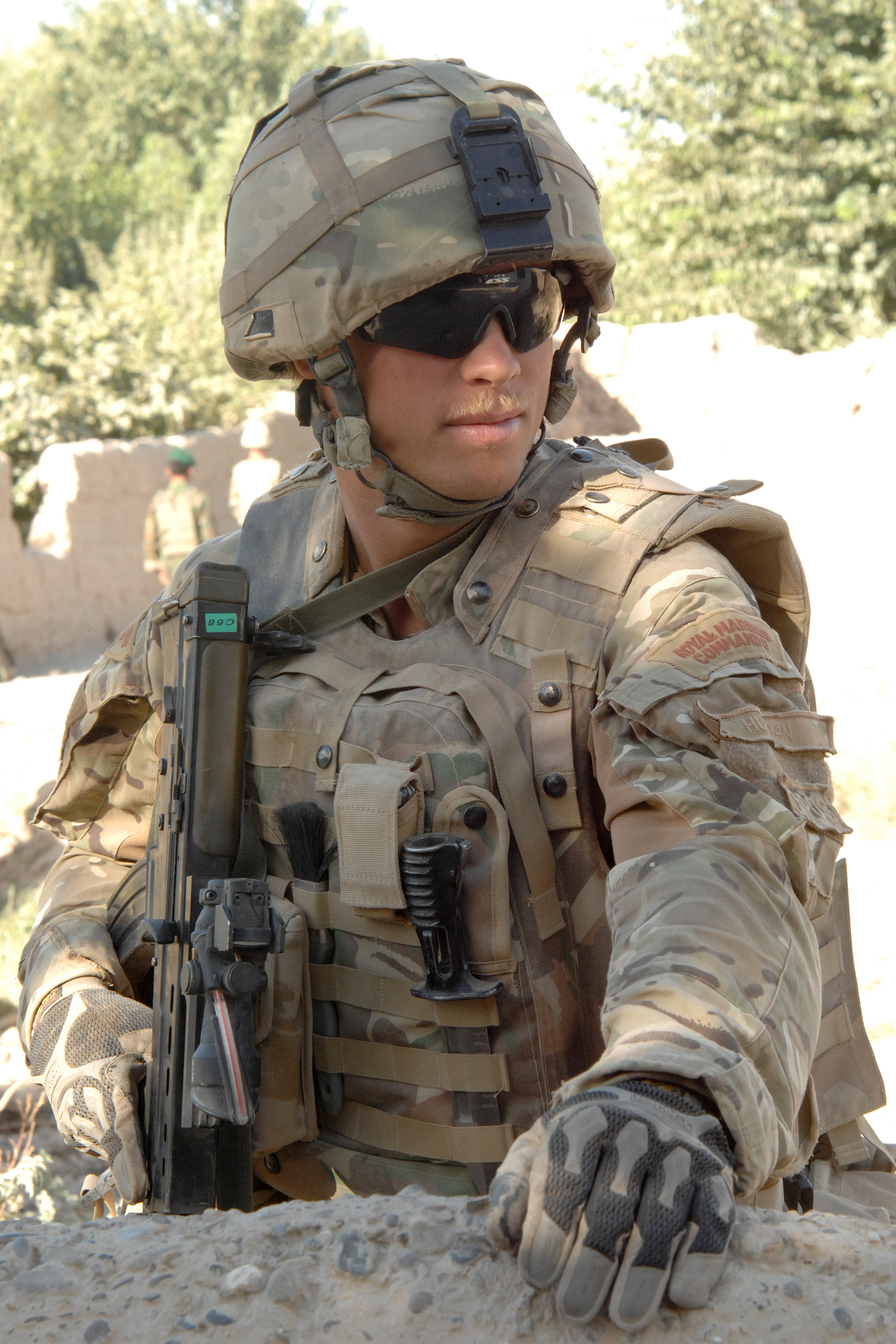
在阿富汗巡邏的英國皇家海軍陸戰隊，攝於2010年

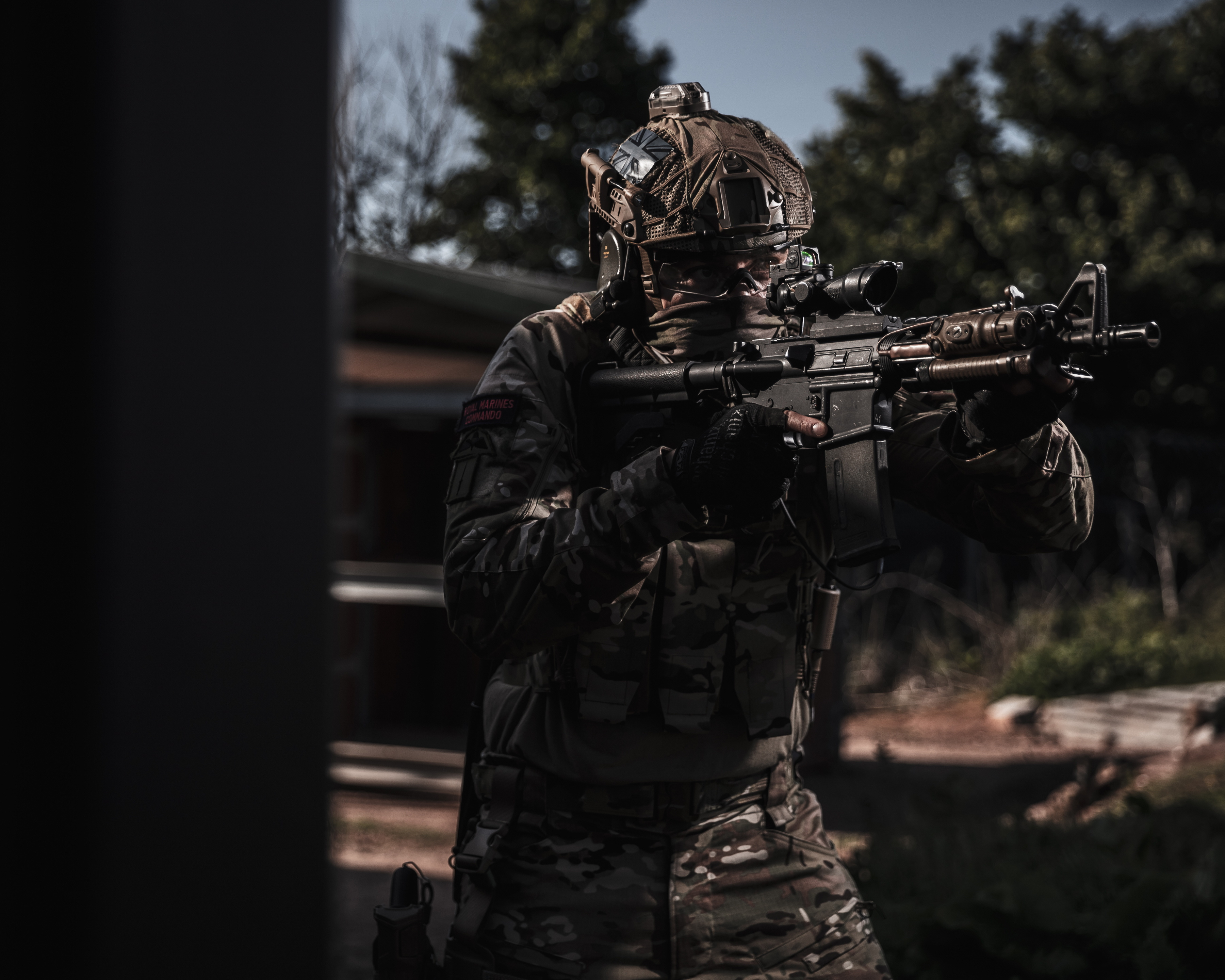
身穿現代化裝備的英國皇家海軍陸戰隊員，攝於2020年

## 傳統和佩章
英文表格連結 （页面存档备份，存于）

## 外部連結
- 英國皇家海軍陸戰隊官方網站 （页面存档备份，存于）